# Inmovilizado
En contabilidad se entiende por inmovilizado, en sentido genérico, el conjunto de elementos patrimoniales reflejados en el activo, con carácter permanente y que no están destinados a la venta. Se distinguen dos tipos de inmovilizados:
- El inmovilizado inmaterial es aquel inmovilizado que se concreta en un conjunto de bienes intangibles y derechos susceptibles de valoración económica, que cumplen además las características de permanencia en el tiempo y utilización en la producción de bienes y servicios o constituyen una fuente de recursos del sujeto.
- El inmovilizado material es el conjunto de elementos patrimoniales tangibles, muebles e inmuebles que se utilizan de manera continuada por el sujeto contable, en la producción de bienes y servicios públicos y que no están destinados a la venta.